# 207 Hedda
207 Hedda je poveći asteroid glavnog pojasa. Spada u kategoriju asterida C-tipa, što znači da je građen je od primitivnih karbonata i ima tamnu površinu.

Asteroid je 17. listopada 1879. iz Pule otkrio Johann Palisa. Asteroid je dobio ime po Hedwig, supruzi astronoma Winneckea.
… | 206 Hersilia | 207 Hedda | 208 Lacrimosa | …